# Repozytorium
Repozytorium (łac. repositorium) – miejsce uporządkowanego przechowywania dokumentów, z których wszystkie przeznaczone są do udostępniania.
Termin stosowany jest również w odniesieniu do najrozmaitszych zasobów cyfrowych (baz danych, zbioru pakietów czy kodów źródłowych).
Określenie repozytorium odnosi się przede wszystkim do miejsca przechowywania, a nie udostępniania. Jest to magazyn jednocześnie: główny, centralny, bieżący i zaprojektowany w taki sposób, aby dostęp do wszystkich jego zasobów był równie łatwy. W przeszłości repozytoria miały formę szafy na księgi i akta urzędowe. W repozytoriach nie przechowuje się kopii ani archiwaliów.

## Typy repozytoriów ze względu na zawartość
- Repozytorium dziedzinowe – inaczej zwane repozytorium tematycznym lub repozytorium wiedzy, określane jako miejsce, w którym przechowywana jest uporządkowana wiedza dziedzinowa. Repozytorium to przeznaczone jest do wielokrotnego wykorzystania do nauki z określonej dziedziny, np. repozytorium przechowujące informacje, rezultaty badań z dziedziny neurologii, psychologii, medycyny i filozofii (repozytorium CogPrints)[1].
- Repozytorium wielotematyczne – nazywane też repozytorium multidyscyplinarnym, zgromadzone są w nim dokumenty z różnych dziedzin. Repozytorium to  przeznaczone jest do wielokrotnego wykorzystania w zakresie powiększania wiedzy z dostępnych kategorii, np. repozytorium zawierające elektroniczne materiały archiwalne oraz naukowe ze zbiorów polskich instytutów naukowych oraz ich bibliotek (np. Repozytorium Cyfrowe Biblioteki Narodowej)[1].

## Typy repozytoriów ze względu na organizację
- Repozytorium otwarte – dostęp do wszystkich źródeł jest otwarty i nieograniczony. Repozytorium to służy rozwojowi badań naukowych, pracom administracyjnym oraz wspiera różnorodne procesy uczenia się. Ten typ repozytorium gromadzi dokumenty cyfrowe takie jak: prace doktorskie, czasopisma, artykułu naukowe czy pomoce dydaktyczne. Zawartość takiego archiwum jest różnorodna i służy wielu użytkownikom[2].
- Repozytorium instytucjonalne – dostęp do wszystkich cyfrowych materiałów jest ograniczony i z reguły niemożliwy dla wszystkich. Repozytorium tego typu służy do rozpowszechniania cyfrowych informacji i dorobku naukowego określonej społeczności. Informacje w nim przechowywane mają najczęściej charakter naukowy i edukacyjny. Repozytorium instytucjonalne to najczęściej repozytorium udostępniane przez uczelnie wyższe, których obowiązkiem jest zarządzanie nim oraz przydzielanie dostępu odpowiednim jednostkom[3].